# Storia delle Alpi

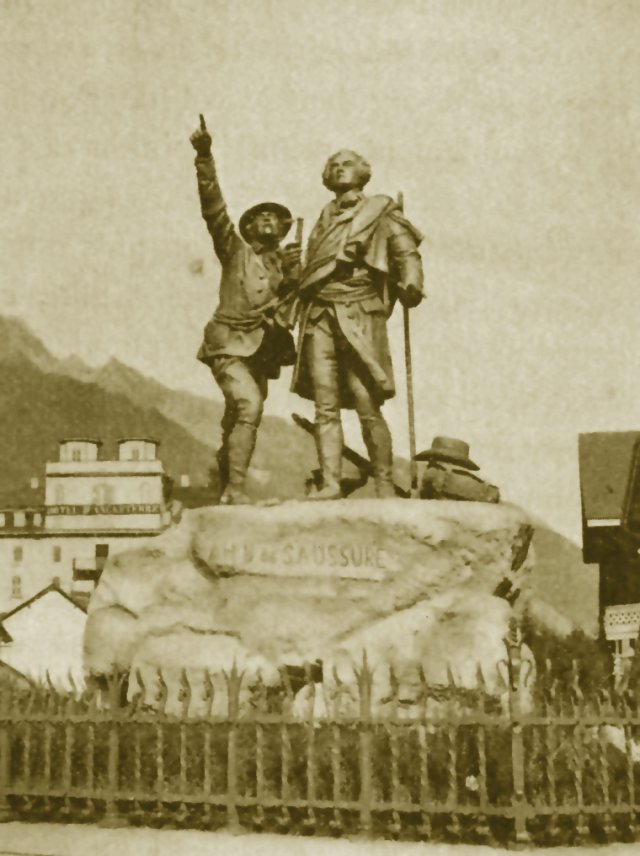
Chamonix, monumento in onore di Horace-Bénédict de Saussure e di Jacques Balmat, scalatori del Monte Bianco

La regione alpina è stata popolata precocemente e, a causa della sua posizione centrale, risulta strettamente compenetrata, in tutti i periodi, con la storia europea. Oggi otto Stati hanno al loro interno porzioni dell'area alpina (Francia, Monaco, Italia, Svizzera, Liechtenstein, Austria, Germania e Slovenia). Dal 1991 esiste la convenzione alpina che è transnazionale e riguarda un'area di circa 190 000 chilometri quadrati.

## Preistoria e antichità

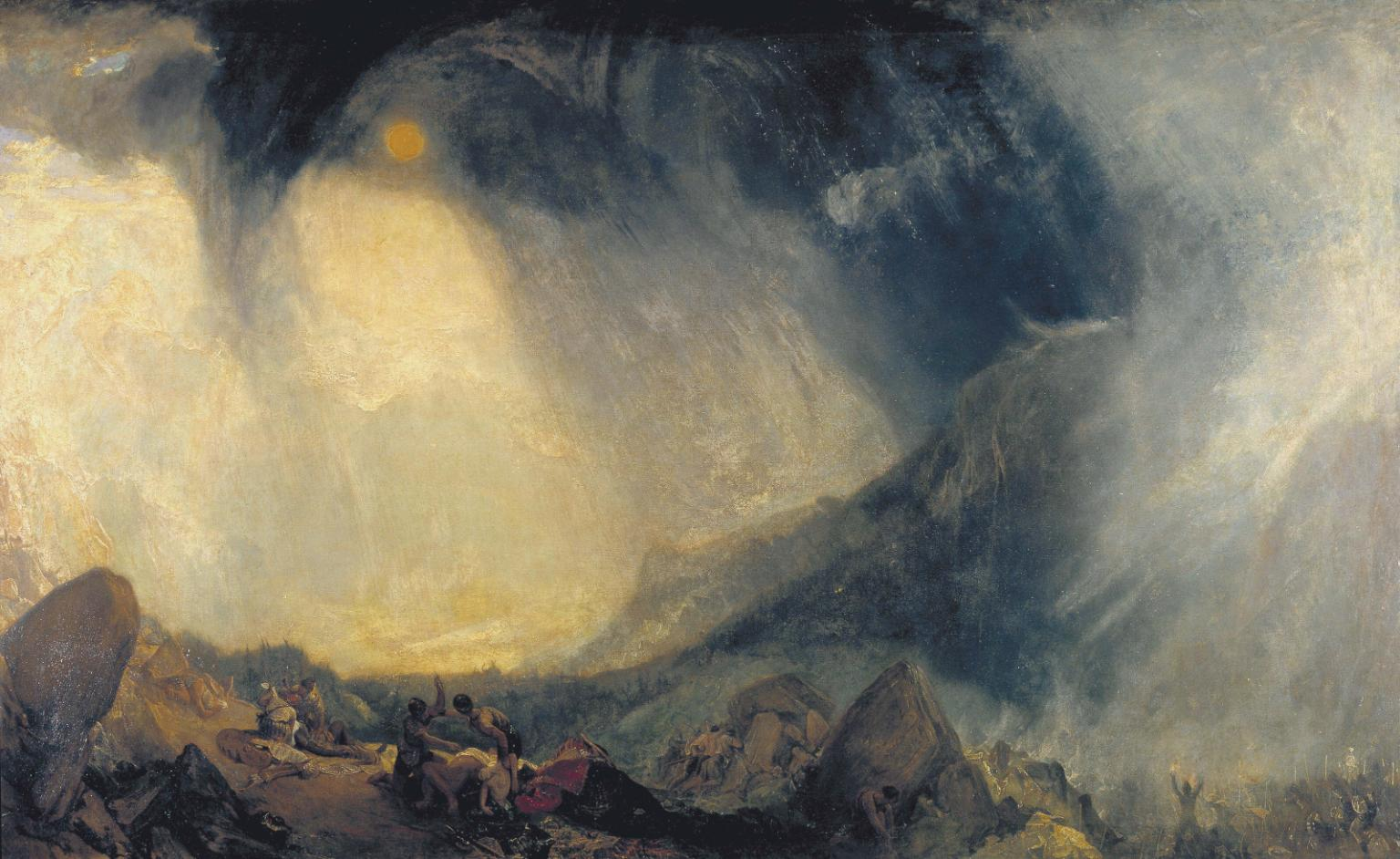
William Turner, Bufera di neve: Annibale e il suo esercito attraversano le Alpi (1812)

Un insediamento umano continuato nell'area alpina comincia verso la fine dell'ultima età glaciale (circa 13500 a.C.) e si consolida durante l'età del bronzo (circa 2200 a.C.). La mummia trovata sulle Alpi Venoste, conosciuta come Ötzi, l'uomo dei ghiacci, è vissuta approssimativamente intorno al 3200 a.C. A quell'epoca la popolazione nella sua maggioranza è già passata dalla caccia e dall'economia di raccolta all'esercizio dell'agricoltura e all'allevamento del bestiame. Una questione ancora aperta è se già nella preistoria ci fossero o meno forme di mobilità pastorale, come la transumanza o la pratica dell'alpeggio.  Negli anni tra il 35 e il 6 a.C. la regione alpina viene conquistata in seguito all'espansione dell'impero romano. Un monumento dell'epoca, il Trophaeum Alpium a La Turbie, commemora la vittoria ottenuta dai romani contro 46 tribù nelle loro campagne alpine. La successiva costruzione di strade attraverso diversi passi alpini consente in primo luogo di collegare gli insediamenti romani a sud e a nord delle Alpi, inserendo al tempo stesso la popolazione alpina nella vita dell'Impero.

## Medioevo
Con la divisione dell'impero romano e il crollo di quello di Occidente tra IV e V secolo le vicende dell'area alpina tornano a denotare uno spiccato carattere regionale. Le sedi delle diocesi diventano importanti centri di aggregazione territoriale. Mentre nelle Alpi occidentali italiane e nel Sud della Francia la creazione di diocesi avviene precocemente, a partire dal IV secolo, e riguarda molte località, nelle Alpi orientali la superficie delle diocesi è molto maggiore e la loro creazione più tarda (fino al XIII secolo). Anche i nuovi monasteri creati nelle valli alpine contribuiscono alla cristianizzazione della popolazione.
In questa fase l'affermazione di poteri politici sovraregionali riguarda il nord delle Alpi, prima con l'impero carolingio e poi, dopo la sua divisione, con la nascita della Francia e del sacro romano impero tedesco. I sovrani tedeschi, che tra il IX e il XV secolo ricevono la loro investitura imperiale dal pontefice, devono per questo scopo attraversare le Alpi, insieme al loro entourage.
Nel suo volume sulla civiltà del Mediterraneo lo storico francese Fernand Braudel definisce le Alpi una “montagna straordinaria” - straordinaria con riferimento alle risorse, all'importanza delle pratiche collettive, alle capacità degli abitanti, alla presenza di numerose e rilevanti vie di comunicazione.
Questa forte presenza dell'uomo nell'area alpina è in linea con la crescita della popolazione europea e l'espansione della coltivazione a partire dall'alto medioevo. Inizialmente l'economia è dominata da una forma mista in cui convivono agricoltura e allevamento del bestiame. A partire dal basso medioevo si assiste a uno spostamento dall'allevamento ovino a quello bovino, mentre in diverse regioni dello spazio nordalpino l'allevamento del bestiame bovino sostituisce l'agricoltura, venendo sempre più orientato alla vendita su mercati di ampio raggio. Al tempo stesso accrescono la loro importanza anche altre forme di traffico inter-regionali e transalpine. Il più importante passo è quello del Brennero che è carreggiabile a partire dal XV secolo. Nelle Alpi centro-occidentali invece fino al XIX secolo i passi sono praticabili soltanto dagli animali da soma.
Infine, un particolare ruolo acquistano dai secoli XII e XIII in poi i centri urbani delle Alpi che costituiscono una rete sempre più importante di luoghi centrali, che seppur demograficamente deboli avocano a sé funzioni guida dello sviluppo economico, politico e culturale.

## Età moderna

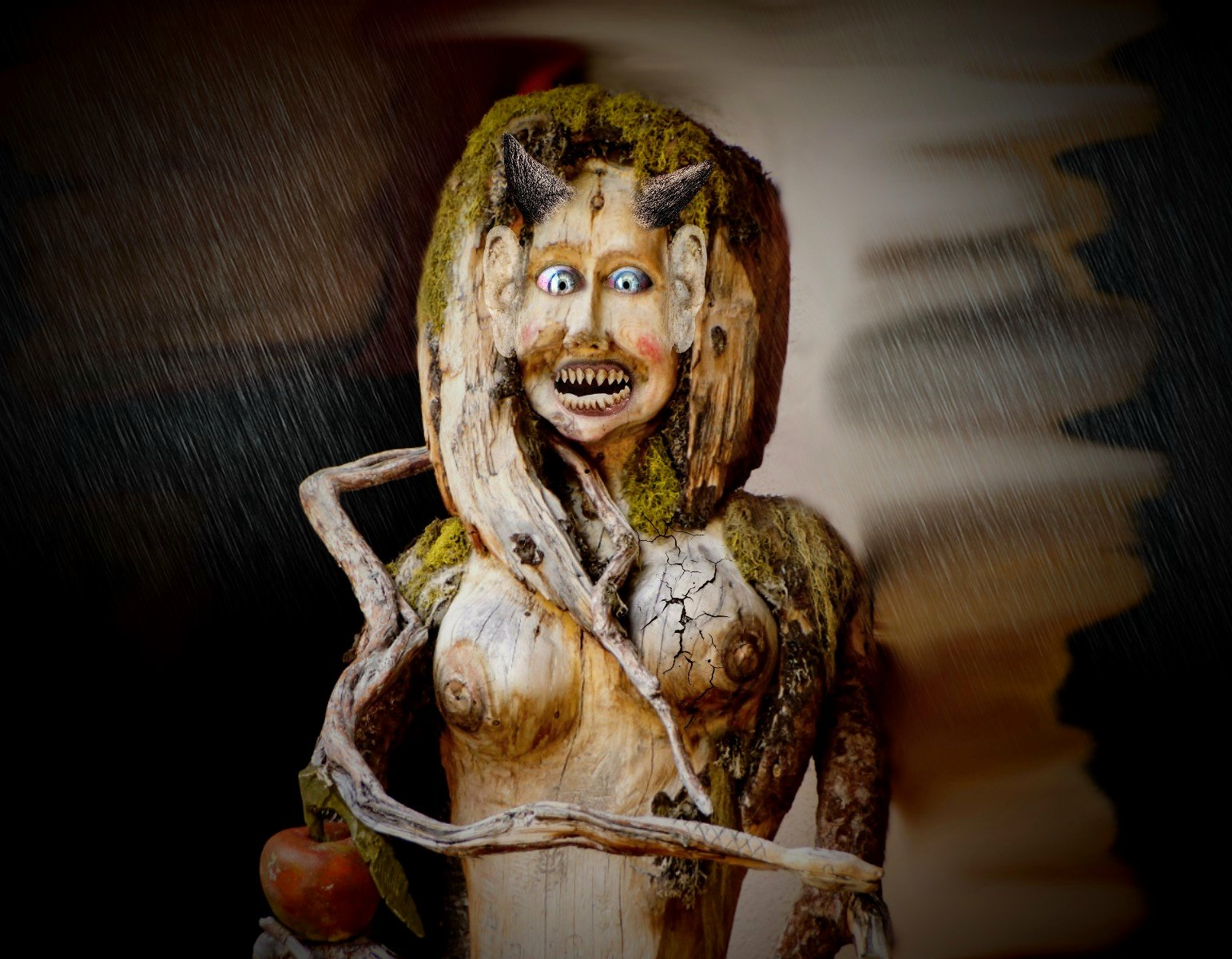
Demone della foresta

### Popolazione ed economia
Con l'inizio dell'età moderna la popolazione dell'area alpina può essere stimata con buona approssimazione. Se si considera come base territoriale quella delle aree incluse nella convenzione alpina ci sarebbero stati circa 3,1 milioni di abitanti intorno al 1500, 5,8 nel 1800, 8,5 nel 1900 e 13,9 intorno al 2000.  Fino al tardo XIX secolo gran parte delle vallate alpine rimangono delle realtà prevalentemente agricole. La crescita della popolazione favorisce un'intensificazione dello sfruttamento del suolo e la diffusione di mais, patate e fabbricazione del formaggio. Il periodo vegetativo più limitato al crescere della quota non sembra fino al XVIII secolo un fattore particolarmente penalizzante. In seguito però si rivela un grande ostacolo per un'intensificazione dell'agricoltura, soprattutto se si confronta la situazione della montagna con quella delle limitrofe aree di collina e di pianura dove ora la produttività della terra cresce in misura molto maggiore. All'interno dell'area alpina osserviamo una distinzione tra le regioni della parte orientale, caratterizzate dalla presenza di aziende agricole medie e grandi, e quelle della parte centro-occidentale, dove invece le aziende sono in genere piccole. Già prima del XVI secolo soprattutto queste ultime aree sono inserite in ampi network commerciali e appaiono legate ai dinamici poli urbani delle pianure retrostanti da intensi flussi di manodopera stagionale diretta verso le città del piano. Nell'area alpina invece il processo di urbanizzazione progredisce molto lentamente.

### Politica e cultura
Se il mondo alpino abbia sperimentato una fioritura nel medioevo e una successiva fase di decadenza dall'età moderna è ancora una questione controversa. Non c'è dubbio che, con la formazione degli stati moderni, i centri politici di potere si siano venuti a trovare in gran parte ai margini o al di fuori dell'area alpina. Dall'altro lato però questa distanza dai centri di potere ha consentito elevati margini di autonomia sul piano locale e regionale. In effetti nel processo di formazione degli stati ha avuto un ruolo importante la vicinanza all'epicentro dei conflitti europei, come le guerre d'Italia tra il 1494 e il 1559. In quel periodo le condizioni delle aree regionali alpine iniziano a seguire percorsi diversi. Si possono in proposito individuare tre sviluppi diversi: uno centralistico con un principe dotato di notevole forza (Alpi occidentali), uno localistico-comunale (Svizzera) e uno intermedio, con un forte ruolo dell'aristocrazia (Alpi orientali).
A partire dal XVI secolo gli studiosi, in particolare quelli delle città vicine alle Alpi, iniziano a mostrare un interesse maggiore per la realtà della montagna. A muoverli è anche l'interpretazione della Bibbia, con riferimento all'origine del mondo, che porta in seguito alla nascita della geologia. Un entusiasmo per la natura e le Alpi si manifesta nel XVIII secolo, come attesta la grande popolarità dello scritto di Horace Bénedict de Saussure “Voyages dans les Alpes” (1779-1796). Un interesse che porta tra l'altro il naturalista ginevrino nel 1787 in cima al monte Bianco. Questa attenzione si riscontra anche nella letteratura e in particolare in diversi scritti di Rousseau tra cui va ricordata “Julie ou la nouvelle Heloise” (1761). I cambiamenti culturali in atto determinano un notevole incremento dei viaggi verso la regione alpina, così importanti per l'affermazione  del turismo in quest'area. All'interno di un'Europa sempre più densamente urbanizzata le Alpi acquistano importanza anche simbolica in quanto ambiente ancora dominato dalla natura. Con l'espansione coloniale molte montagne in Asia, Australia e America vengono chiamate “Alpi”.

## Età contemporanea (XIX-XXI secolo)

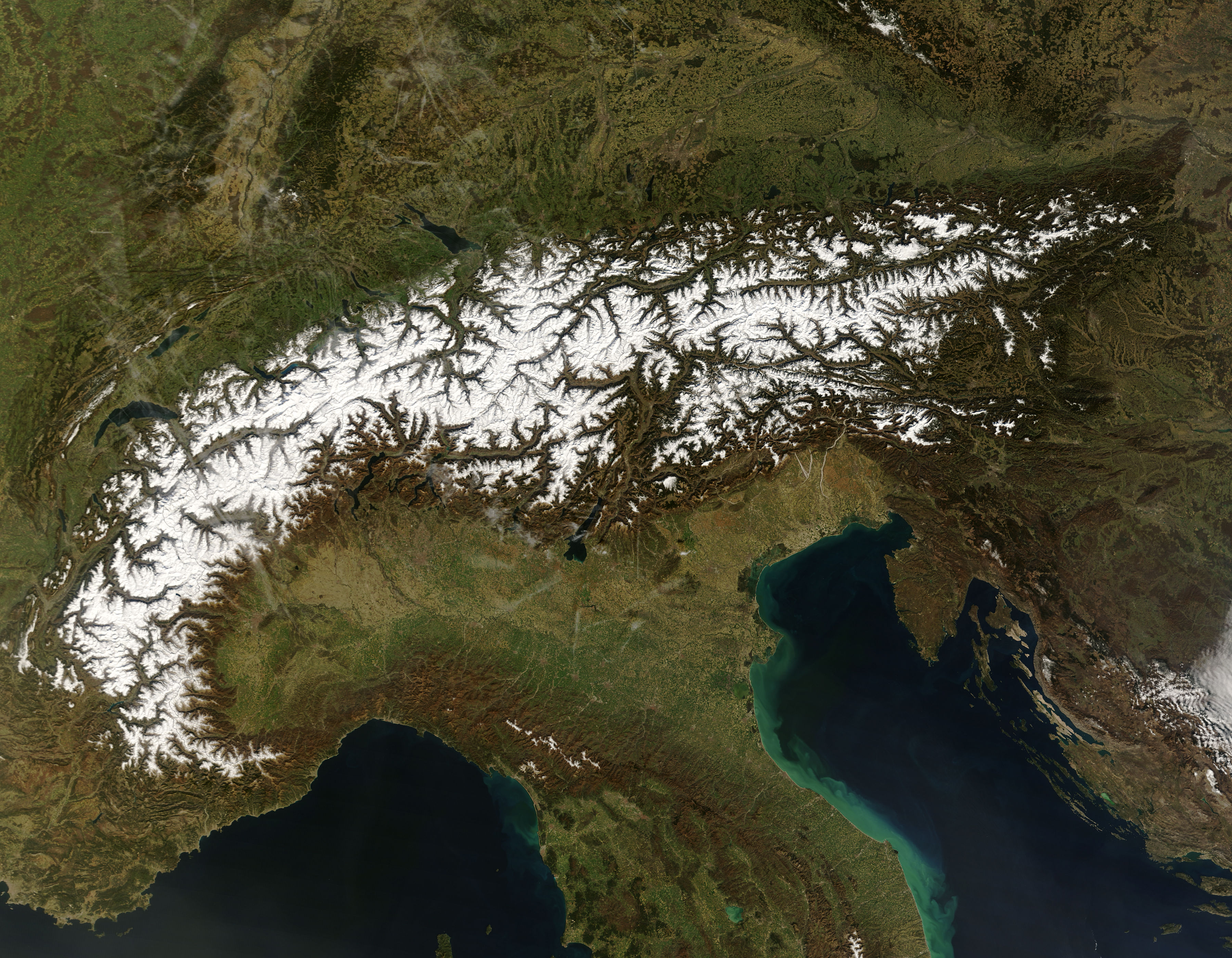
Vista aerea delle Alpi innevate

### Popolazione e insediamento
Nel corso del XIX e XX secolo si assiste a diversi importanti cambiamenti. In primo luogo l'andamento della popolazione alpina appare caratterizzato da tassi di crescita che tendono progressivamente ad allontanarsi da quelli delle aree non montane, molto più dinamiche. Secondariamente si registra una persistente importanza delle correnti migratorie, ora sempre più proiettate verso mete extraeuropee, e si assiste in diverse aree a un vero e proprio spopolamento a partire dai primi decenni del Novecento.
Questo processo contribuisce ad accentuare lo squilibrio presente nella distribuzione della popolazione all'interno dell'area alpina perché si accompagna alla forte crescita demografica dei centri urbani situati alle quote più basse, che diventano nel corso del XX secolo la realtà di gran lunga più dinamica.

### Economia
Anche l'economia alpina fa registrare profondi cambiamenti che riguardano in primo luogo il ritardato ma inevitabile ridursi dell'importanza del settore agricolo, che per sopravvivere punta sull'introduzione di colture agrarie specializzate nei fondovalle e sul consolidamento dell'attività dell'allevamento del bestiame alle quote più alte. A determinare questa profonda trasformazione è ovviamente il diffondersi nel corso del XIX secolo del processo di industrializzazione in Europa, che influenza, direttamente o indirettamente, anche le Alpi. 
Da un lato si assiste infatti alla progressiva perdita di importanza di attività, come la lavorazione del ferro, che pur avevano raggiunto nel corso dell'età moderna un certo rilievo e che ora vengono messe fuori gioco dai costi della distanza e dall'accrescersi della dimensioni delle imprese. Dall'altro si creano però, a cavallo tra otto e novecento, nuove opportunità in campo manifatturiero, soprattutto in seguito al diffondersi di una delle principali innovazioni della seconda rivoluzione industriale, l'energia elettrica. L'abbondanza delle acque e la presenza di ripidi pendii rendono infatti le Alpi uno degli ambienti ideali per la produzione di energia idroelettrica, consentendo l'affermazione di importanti poli industriali anche nell'area alpina.
Senza dubbio però la novità più rilevante fatta registrare in questo periodo dall'economia alpina riguarda il settore dei servizi ed è rappresentata dalla rapida affermazione del turismo. Dopo una fase iniziale dominata dal deciso prevalere della stagione estiva e segnata dall'affermarsi, a partire da metà ottocento, delle località climatiche montane e dell'attività termale, si assiste a un deciso spostamento verso la stagione invernale, soprattutto dopo l'introduzione nei primi decenni del Novecento degli impianti di risalita.
Un forte ridimensionamento subisce invece, fino all'affermarsi della rete autostradale, un'attività di servizio tipica delle Alpi, quella legata al commercio di transito, perché itinerari da secoli consolidati incontrano grandi difficoltà in seguito alla concorrenza della ferrovia, dopo la realizzazione delle linee di montagna e dei grandi trafori: Semmering (1854), Brennero (1867), Fréjus/Mont-Cenis (1871) e San Gottardo (1882).
Va inoltre rilevato che se l'industria moderna, il turismo, la ferrovia e le autostrade offrono nuove importanti opportunità all'area alpina, rafforzando la sua tradizionale apertura verso l'esterno, non mancano però di produrre esternalità negative, a cominciare da un impatto ambientale senza precedenti.

### Politica e cultura
Anche l'area alpina è interessata dal processo di formazione degli stati-nazione e, oltre alle tensioni che sorgono in diversi ambienti, si assiste al rafforzamento dell'enforcement degli stati anche con riferimento alle frontiere che diventano meno permeabili, spezzando così contiguità e osmosi plurisecolari. Con la prima guerra mondiale l'area alpina diventa uno degli epicentri del conflitto, in particolare con riferimento alla sua parte orientale.
Nel secondo dopoguerra si apre per la regione alpina una nuova fase in cui, accanto all'affermazione delle identità regionali, avanza il tormentato percorso che tende alla costruzione, anche istituzionale, di un'identità alpina. Un traguardo raggiunto nel 1991 con la sottoscrizione della Convenzione alpina tra tutti gli Stati interessati dalla presenza delle Alpi e con l'Unione europea.
Questo processo trae forza anche dalla nuova valorizzazione delle Alpi dal punto di vista culturale perché, dopo il dibattito ottocentesco tra assertori della “sacralità” delle vette e chi le riteneva invece il “playground of Europe”, le montagne acquisiscono una valenza decisamente positiva in quanto poco toccate dai mali della civiltà urbana (inquinamento, rumore, etc.).

## L'Italia e le Alpi

### L'antitesi città/montagna
La relazione dell'Italia con le Alpi è un dato di lunghissimo periodo e fa registrare significativi cambiamenti a partire dalla prima età moderna quando, a fronte del massimo splendore della civiltà urbana, la montagna è in genere ritenuta un mondo distante e pericoloso. Le Alpi sono considerate, o un limite indistinto non appartenente all'Italia, o niente più che un baluardo di pietra a difesa delle pianure civilizzate. È evidente che l'antitesi città/montagna risulta volutamente accentuata al fine di far risaltare la superiorità della civiltà urbana che viene ulteriormente enfatizzata attraverso il confronto tra gli abitanti delle città e delle montagne. Nella lunga fase che va dal rinascimento all'illuminismo la montagna e il montanaro sono dunque lontani, inesplicabili e incomprensibili per la civiltà urbana. È una distanza incommensurabile che investe tutte le sfere, dall'ambiente fisico al comportamento, dal vestiario all'alimentazione.

### Dalla separazione al riconoscimento
Le Alpi iniziano a essere guardate in modo diverso nella complessa temperie culturale di trapasso tra età dei lumi e romanticismo, anche se in molti casi attraverso la proposizione di un'immagine stereotipata, questa volta in positivo, che compie una valorizzazione del tutto strumentale e dall'evidente carattere astorico. Gli unici che danno un'immagine più realistica sono naturalisti e geologi e da questo punto di vista l'ascensione del monte Bianco di De Saussure rappresenta un punto di svolta fondamentale, preludio della grande trasformazione che si compie tra otto e novecento. L'affermazione, di chiara marca britannica, dell'alpinismo porta infatti alla reinvenzione dello spazio alpino, ora palcoscenico di una nuova pratica sportiva che apre la strada al turismo moderno e conquista anche l'Italia dopo l'Unità.
Con la nascita del nuovo Stato le Alpi acquistano però anche un'altra valenza, quella di confine fondamentale della nuova realtà statuale, un confine da marcare con i simboli della nazione e da difendere con soldati affidabili. Si tratta di uno spazio che conquista, con il fango intriso di sangue delle trincee delle Alpi orientali durante la grande guerra, un'aura sacrale e accresce poi il suo significato simbolico durante il fascismo, che ravvisa nella montagna una scuola di ardimento e di italianità.
Nel secondo dopoguerra ai soldati e agli ardimentosi si sostituiscono schiere di turisti spinti alla montagna dall'affermarsi di una dicotomia del tutto nuova: quella tra la natura selvaggia, incarnata dalla montagna e intesa come un ambiente positivo e riumanizzante, e la vita cittadina, considerata invece come una condizione di decadenza e di allontanamento dalle radici più autentiche dell'esistenza. Al tempo stesso uno dei simboli della nazione diventa la terra di elezione di un forte regionalismo, ispirato in primo luogo dalla necessità di concedere, attraverso l'istituzione delle regioni a statuto speciale, ampia autonomia alle popolazioni di lingua non italiana.